# Khorgos Gateway
KTZE-Khorgos Gateway  (kazakiska: Жаркент мешіті, "Zharkent meschiti", ryska: Жаркентская мечеть, "Zjarkentskaja metjet") är en torrhamn med omlastningterminal för containrar vid Khorgos och Nurkent i Kazakstan, omedelbart vid gränsen till Kina. Den ligger också omedelbart vid järnvägsstationen Altynkol.
Torrhamnen i Khorgos byggdes upp samtidigt med färdigställandet av Jinghe–Yining–Khorgosjärnvägen i Xinjiang i Kina och järnvägen mellan Almaty och Altynkol. Den togs i drift 2015.
Omlastningen görs mellan godsvagnar på den bredspåriga kinesiska järnvägen och godsvagnar på den bredspåriga kazakiska järnvägen och tvärtom. Omlastningen sker mellan parallella spår med hjälp av tre spårbundna portalkranar från "Wuxi Huadong Heavy Machinery Co" (HDHM), vilka kan vardera lyfta en container på 41 ton.
Det uppges att 2017–2020 i genomsnitt två frakttåg per vecka omlastas i Khorgas torrhamn.

## Fjärrtransportjärnvägar
Khorgas torrhamn är en länk i ett par av de transkontinentala järnvägsprojekt som ingår i den kinesiska infrastrukturprojektkonceptet Belt and Road Initiativ. 
Den normalspåriga Jinghe–Yining–Khorgosjärnvägen byggdes klar 2009 och erbjuder järnvägsförbindelse från Khorgas via Ürümqi till östra Kina. Passagerartåg började gå 2013 till Ürümqi. 
År 2011 färdigställdes i Kazakstan en 293 kilometer lång bredspårig järnväg från gränsen vid Khorgas till Zhetygenterminalen nära Almaty) och i december 2012 sammanknöts spåren i Kina och Kazakstan. 

### Exempel på fraktleder
En av frakttransportlederna är mellan Yiwu 300 kilometer söder om Shanghai i Kina och Deutsche Bahns terminal i Barking i östra London. Det är en omkring 12.000 kilometer lång sträcka i nio länder, som började trafikeras i januari 2017 och tar 18 dagar. Den går från Khorgas via Almaty, Astana, Jekaterinburg, Kazan, Moskva, Minsk, Warszawa, Berlin, Aachen, Calais och Kanaltunneln. Omlastning från bredspår till normalspår sker i Siemianówka i Polen.
En annan led går mellan och Teheran i Iran. Den går från Khorgas via Almaty, Tasjkent och Arya i Kazakstan, Samarkand och Buchara i Usbekistan, Baýramaly i Turkmenistan och Mashhad i Iran. Det första frakttåget gick 2016.

## Ägande
Majoritetsägare i Khorgas torrhamn är det kazakiska statliga järnvägsföretaget Kazakhstan Temir Zholy. I maj 2017 såldes 49 % till två kinesiska företag: statliga Cosco Shipping (24,5 %) och statliga Lianyungang Port Holdings Group (24,5 %). Terminalen drivs av Dubais statliga Dubai Ports World.